# ニコラス・スニガ・イ・ミランダ

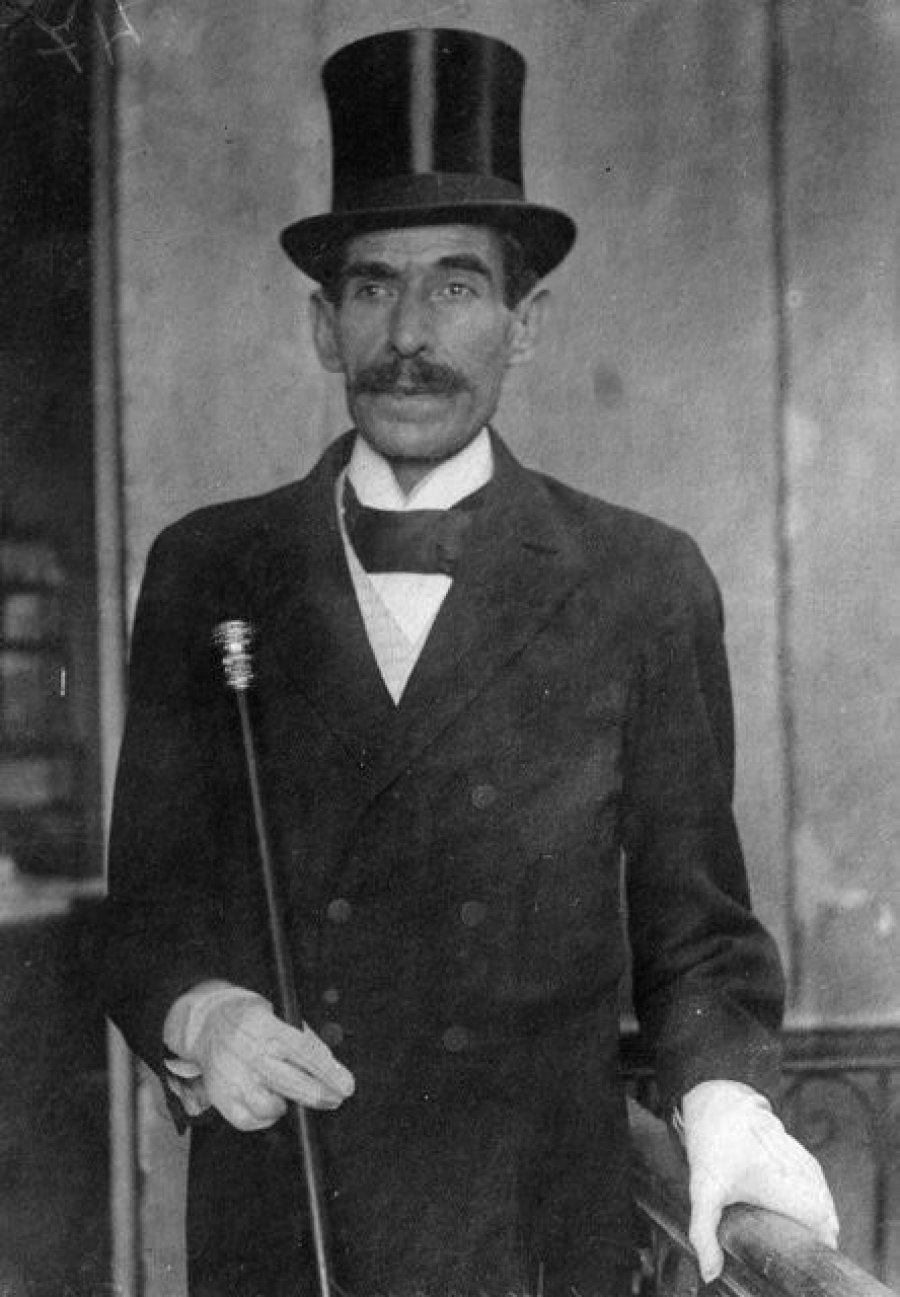
ニコラス・スニガ・イ・ミランダ（1905年）

ニコラス・スニガ・イ・ミランダ（Nicolás Zúñiga y Miranda, 1865年5月13日 - 1925年7月8日）は、メキシコの政治家。19世紀末から20世紀初頭、メキシコ大統領選挙における「万年候補者」（el candidato perpetuo）として知られた。大統領選には生涯で9回出馬しており、メキシコで最も多く出馬した大統領候補者とも言われる。いずれの選挙でも敗れているが、彼自身はあくまでもそれは不正選挙の結果であり、自分こそが人々に支持された正当なる大統領だと信じていたと言われている。

## 経歴

### ポルフィリアート期
スニガ・イ・ミランダは、古いスペイン系貴族の末裔として、1865年にサカテカスにて生を受けた。その後、法学を学ぶためにメキシコシティに移り、弁護士になる。
1887年、スニガは正確な日付までを特定できるとする地震予知装置、セイスモノス（Seismonos）を発表した。この装置が1887年ソノラ地震の予知を（知識と運のいずれによるものにせよ）成功させたことで、彼の名は初めて注目され、「荒廃の預言者」（Profeta de la desolación）なる異名で呼ばれることもあった。同年、『El Siglo XIX』紙に寄せた記事において、スニガは8月10日にセロデルペニヨン山とポポカテペトル山の同時噴火によってメキシコシティが完全に破壊されると予測した。これを信じて避難した住民も多かったが、結局そのような大災害は起こらなかった。スニガは怒り狂った人々にリンチされ、入院を余儀なくされた。この大失態の後、世間からの嘲笑に晒されたスニガは公の場から姿を消した。
1892年初頭、スニガはポルフィリオ・ディアス大統領に対立するグループから大統領選への出馬を打診された。1876年以来君臨し続けていたディアス大統領のもと、いわゆるポルフィリアートの時代において、選挙はすでに形骸化し、ディアスを選出するための手続きに成り下がっていた。結局、スニガが唯一の対立候補として出馬した同年総選挙では、ほとんど票を得られず敗北する。
スニガは続けて1896年の選挙にも出馬した。しかし、大統領に公然と立ち向かう彼の姿が世間で注目を集めるようになると、謀議の容疑者として逮捕され、25日間の禁固刑に処された。釈放後、スニガは自費発行していた新聞『スニガ主義者の声』（La Voz Zuñiguista）において、「大統領は私だ」（El Presidente soy yo）と題した社説を掲載し、この中で不正選挙が行われたのだと主張すると共に、「正当なる大統領」（Presidente legítimo）を自称した。
記事が当局の知るところとなった後、スニガは再び逮捕され、7ヶ月間投獄されることとなった。この頃から徐々に精神に異常をきたしていたが、大統領選への意欲は決して失わなかった。以後、1900年、1904年、1910年の大統領選に出馬し、その度にほとんど票を得られず敗北しながら、毎回勝利宣言と不正選挙の訴えを繰り返した。
伝えられるところによれば、スニガは本当に人々は自分に投票したのだと信じていたという。やがて、彼はメキシコシティの名物男として知られるようになった。スニガはしばしばパーティやレストラン、その他の公のイベントに招待され、そうした場で人々は彼を本当に大統領であるかのように扱うのだった。ディアス政権は、彼を危険な敵対者ではなく、単に人々を面白がらせる狂人と見做し、以後は一切の政治的・刑事的措置を取らないと決定した。実際、当時の多くのメキシコ人にとって、スニガは単にユーモアの一種、また民主主義の欠如の滑稽な象徴と受け止められていた。彼は英国紳士風のスタイルを好み、常にシルクハット、手袋、モノクルを身に着け、パイプ煙草をくわえていた。

### 革命後
1910年、フランシスコ・マデロがディアス政権への武装闘争を呼びかけると、スニガは両者の調停を申し出た。ビクトリアーノ・ウエルタ将軍によるマデロ政権の転覆と暗殺の後に行われた1914年の選挙では、首都における投票でスニガの得票数がウエルタを上回った。これはウエルタによるマデロの排除に対する国民の反発の現れだった。ただし、この選挙はメキシコ革命が激化した影響で中止されたため、この時もスニガは大統領になれなかった。精神状態の悪化と経済的な困窮に苛まれながら、革命後もスニガは出馬を繰り返した。
1917年にはベヌスティアーノ・カランサ、1920年にはアルバロ・オブレゴンに破れている。得票数は多くても数千票を超えることはなかったが、以後も名物男として人気を博し、革命後のメキシコでも十分な民主主義が達成されていないことを人々に思い起こさせるきっかけとなった。
晩年はメキシコシティのアマルグーラ通りにあった安宿で過ごした。「万年候補者」としての最後の出馬は、1924年の選挙だった。この際、"公的"な候補であるプルタルコ・エリアス・カリェスから殺害の脅迫を受けた。
1925年、ニコラス・スニガ・イ・ミランダは貧困の中で死去した。埋葬された場所は定かではないが、故郷サカテカスに葬られたとも言われている。『エル・ウニベルサル』紙は、「首都で最も人気のあった男が死去」と報じた。また、『El Universal Ilustrado』紙では、アルフォンソ・タラセナが、スニガとドン・キホーテを比較する記事を書いた。これによれば、スニガにとってのドゥルシネーアは大統領職であり、ラ・マンチャの畑はラ・メルセドであったとされた。

## 人物
彼は全国スニギスタの会（Club Nacional Zuñiguista）を主催し、『スニガ主義者の声』を始めとするいくつかの機関紙を発行していた。弁護士事務所は、現在メキシコシティ歴史地区と呼ばれている区域にあった。
普段は温厚で大人しい人物として知られていたものの、大統領選が迫ると豹変したという。街の人々からは「ごきげんいかがですか、大統領閣下？」（¿Cómo le va a usted, señor presidente?）と挨拶を受けた。子供に挨拶された後には、「彼らだって将来の有権者になるかもしれないからな」と呟いていたという。
スニガは出馬にあたって、卵1つを2センターボに値下げする、家賃を80%下げる、学生が高級レストランで食事できるようにする、留学奨学金制度の提供などの公約を掲げていたものの、具体的な方法については語らなかった。「大統領」として、メキシコ軍に対する柔術の訓練、星が国際政治に与えた影響を分析するための会議の招集といった政策を主張したほか、スペイン王、ドイツ皇帝、英国王、ロシア皇帝を招き、第一次世界大戦下のヨーロッパに平和をもたらすべく、アリストテレスを呼び寄せる降霊会を行おうとしていた。この降霊会については当時の新聞でも報じられたという。
歴史家のウィリアム・H・ビーズリー（William H. Beezley）は、ニコラスは時に極度の貧困や農村部の住民の機会の不足など、当時の社会問題に対する敏感さを示したと指摘し、また彼の「正当なる大統領」という意識を煽ったのはロス・シエンティフィコス（ディアス政権の顧問団）であったとさえ述べている。すなわち、彼らは「万年候補者」として出馬を続けるスニガの存在は、政権批判層にいささか滑稽な印象を与えるとともに、「中産階級が権力を獲得する可能性」というかすかな希望を残し、国民のガス抜きになりうると考えたのである。また、スニガ自身は知る由もなかったが、ディアスはスニガを「いずれ対峙するであろう野党候補のシミュレーション」と見做していた。その長い付き合いを通じ、ディアスも次第にスニガに愛着を持つようになっていたという。

## その後

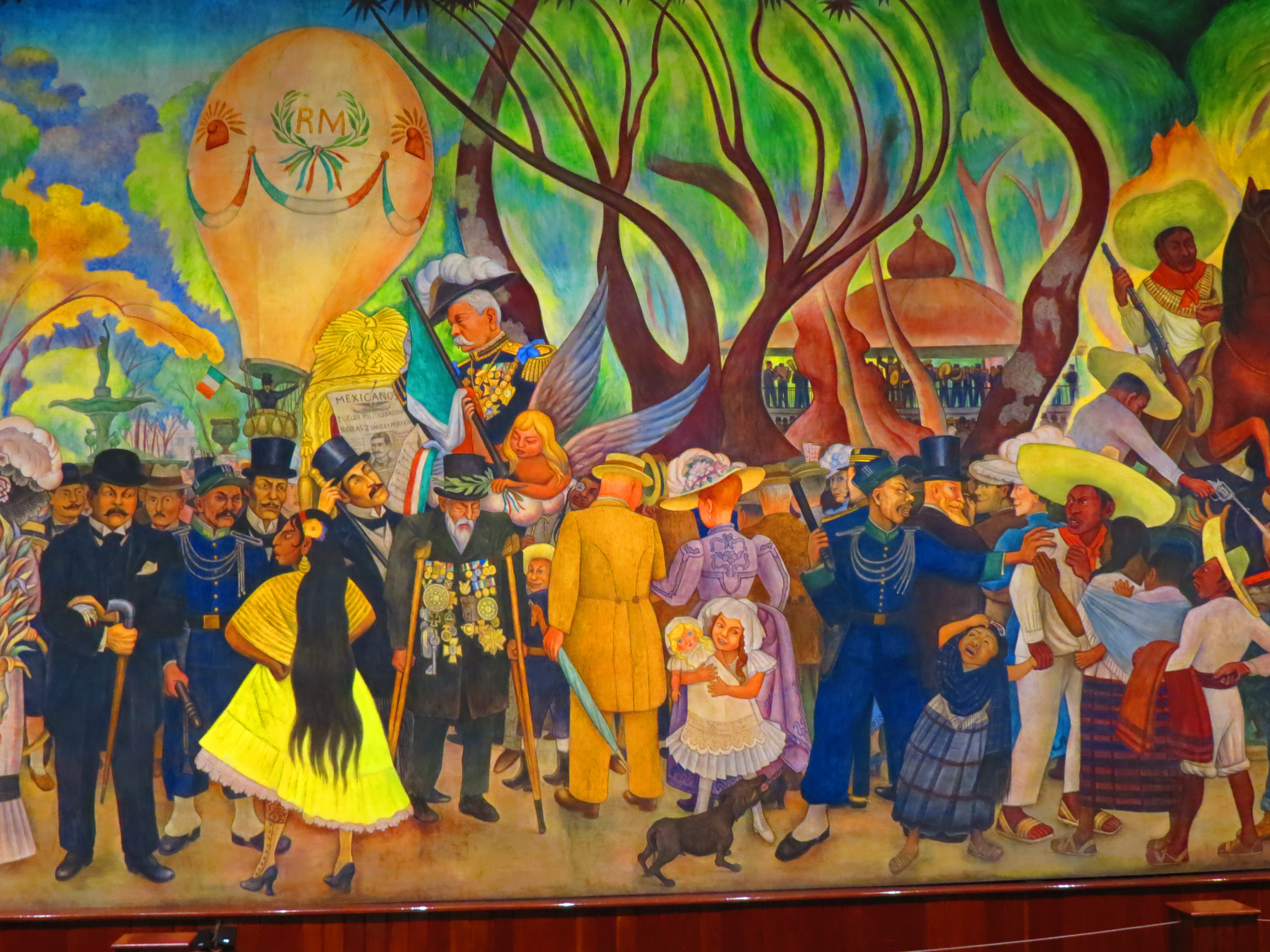
『アラメダ公園の日曜の午後の夢』の抜粋。シルクハットを被り、ディアス将軍を見上げるスニガが描かれている。ディアスは大統領職の証である懸章を手渡そうとしており、また大統領の椅子にはスニガが発表した公約を報じる記事が貼り付けられている。

ディエゴ・リベラの壁画『アラメダ公園の日曜の午後の夢』にはスニガの姿が描かれている。1943年の映画『México de mis recuerdos』にもスニガが登場し、マックス・ラングラーが演じた。
1999年、歴史家のロドリゴ・ホルハ・トーレス（Rodrigo Borja Torres）は、スニガの伝記を発表した。